# Jakub Kosecki
Jakub Kosecki (* 29. srpna 1990, Varšava, Polsko) je polský fotbalový záložník a reprezentant, hráč klubu Legia Warszawa, od roku 2015 na hostování v SV Sandhausen.
Jeho otcem je bývalý polský fotbalista a reprezentant Roman Kosecki.

## Klubová kariéra
- FC Nantes (mládež)
- Montpellier HSC (mládež)
- Chicago Fire (mládež)
- Kosa Konstancin (mládež)
- Legia Warszawa (mládež)
- Legia Warszawa 2009–
- →  ŁKS Łódź 2010–2011 (hostování)
- →  Lechia Gdańsk 2012 (hostování)
- →  SV Sandhausen 2015– (hostování)

## Reprezentační kariéra
Kosecki hrál za polské mládežnické reprezentační výběry U19 a U21.
V polském národním A-mužstvu debutoval 14. 12. 2012 v přátelském utkání v Aksu proti týmu Makedonie (výhra 4:1).